# Trip -Innocent of D-
«Trip -Innocent of D-» es el tercer sencillo de la banda japonesa perteneciente a I've Sound, "Larval Stage Planning", formada por Airi Kirishima, Nami Maisaki y Rin Asami y es el segundo sencillo que la banda publica con su discográfica, Lantis. La publicación de este nuevo material tuvo lugar el día 25 de enero del año 2012.
La canción titular de este sencillo fue utlilizada como canción de apertura de la serie de anime, High School DxD, que se estrenó a principios del año 2012.
En este sencillo, el grupo cuenta con la producción y los arreglos de CG Mix y Takeshi Ozaki, para la primera canción, mientras que para la segunda canción, participan Kazuya Takase y Takeshi Arai como compositor y arreglista respectivamente. Airi Kirishima, integrante de la banda, es la encargada de las letras de las dos canciones.
Al igual que el sencillo anterior, este nuevo sencillo sería publicado en una edición limitada de CD y DVD, y posteriormente en una edición regular solo de CD. El DVD de la edición limitada contendría por lo tanto el videoclip promocional del sencillo y el resumen de su rodaje.
Este sencillo, alcanzó el puesto nº 26 en el Oricon.

## Canciones
1. Trip -Innocent of D-
Letra: Airi Kirishima
Composición: CG Mix
Arreglos: CG Mix y Takeshi Ozaki
2. Chapter.5
Letra: Airi Kirishima
Composición: Kazuya Takase
Arreglos: Kazuya Takase y Takeshi Arai
3. Trip -Innocent of D- (Instrumental)
Composición: CG Mix
Arreglos: CG Mix y Takeshi Ozaki
4. Chapter.5
Composición: Kazuya Takase
Arreglos: Kazuya Takase y Takeshi Arai